# داريل سترونج
داريل سترونج (بالإنجليزية: Darrell Strong)‏ هو لاعب كرة قدم أمريكية أمريكي، ولد في 21 مايو 1986 في فلوريدا في الولايات المتحدة.

## وصلات خارجية
- داريل سترونج على موقع مرجع كرة القدم المحترفة.كوم (الإنجليزية)
- داريل سترونج على موقع JustSportsStats.com (الإنجليزية)